# Lygaeus

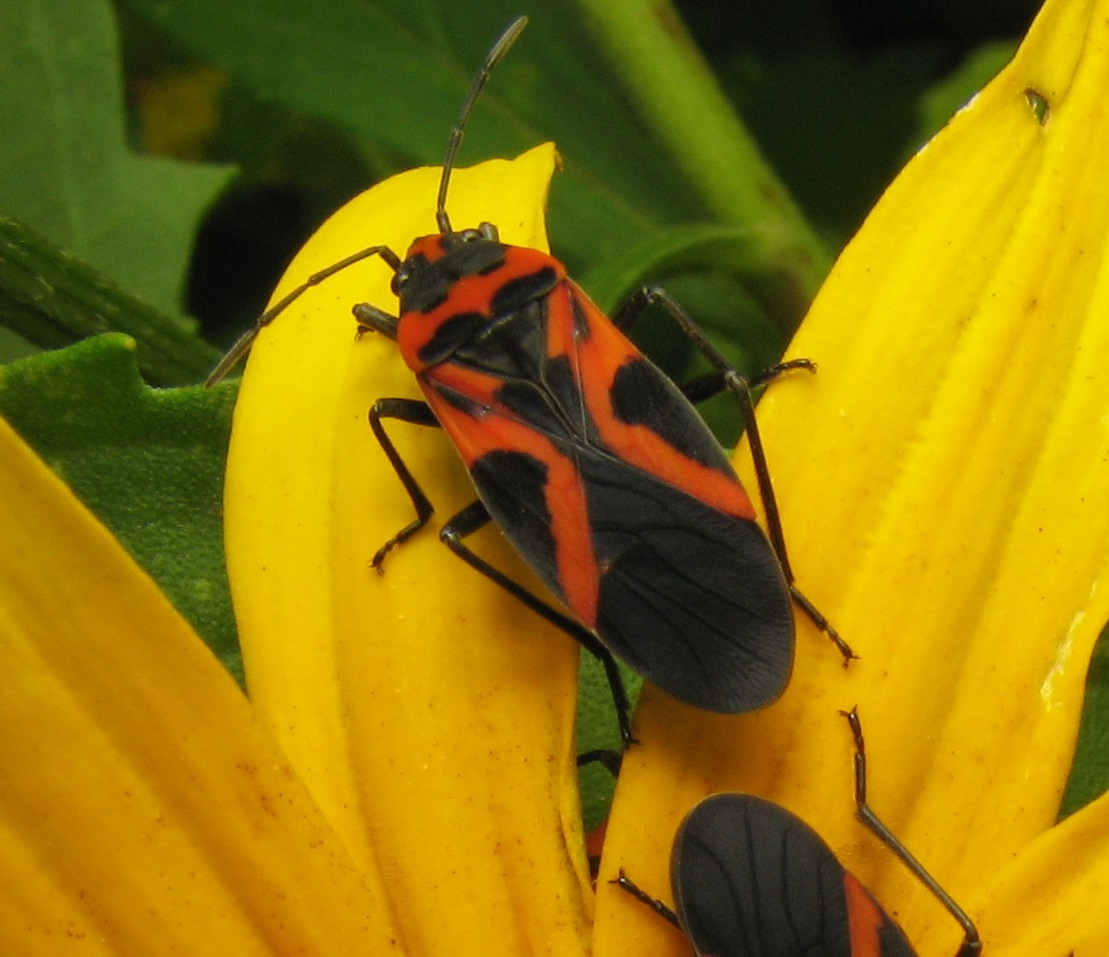
Lygaeus turcicus en un capítulo de Asteraceae

Lygaeus es un género de insectos de la familia Lygaeidae. Hay 24 (o 25) especies en total, 16 en el Nuevo Mundo. Son de distribución casi mundial, solo ausentes en la región australiana. Algunas especies, como Lygaeus kalmii se alimentan de Asclepias.

## Especies
- Lygaeus alboornatus Blanchard, E., 1852 c g
- Lygaeus analis Dallas, W.S., 1852 c g
- Lygaeus argutus Brailovsky, H., 1982 c g
- Lygaeus arvernus Piton & Théobald, 1935 c g
- Lygaeus ashlocki Brailovsky, H., 1978 c g
- Lygaeus atavinus Heer, 1853 c g
- Lygaeus bahamensis Barber, H.G. & P.D. Ashlock, 1960 c g
- Lygaeus bettoni Distant, W.L., 1901 c g
- Lygaeus buettikeri Hamid, A. & B.L. Hamid, 1985 c g
- Lygaeus celasensis Théobald, 1937 c g
- Lygaeus coccineus Barber, H.G., 1923 c g
- Lygaeus cognatus Walker, F., 1872 c g
- Lygaeus creticus Lucas, 1854 c g
- Lygaeus cruentatus Costa, A., 1839 c g
- Lygaeus dasypus Heer, 1853 c g
- Lygaeus dearmasi Alayo, 1973 c g
- Lygaeus degeni Distant, W.L., 1918 c g
- Lygaeus dellachiaje Hope *, 1847 c g
- Lygaeus deprehensus Heyden, 1859 c g
- Lygaeus deucalionis Heer, 1853 c g
- Lygaeus dichrous Montrouzier, 1855 c g
- Lygaeus discifer Motschulsky, V., 1863 c g
- Lygaeus dives Distant, W.L., 1918 c g
- Lygaeus dohertyi Distant, W.L., 1904 c g
- Lygaeus elongatiabdominalis Théobald, 1937 c g
- Lygaeus equestris (Linnaeus, 1758) i c g
- Lygaeus faeculentus Scudder, S.H., 1890 c g
- Lygaeus flavescens Winkler & I.M. Kerzhner, 1977 c g
- Lygaeus flavomarginatus Matsumura, 1913 c g
- Lygaeus formosanus Shiraki, 1913 c g
- Lygaeus formosus Blanchard, 1840 i
- Lygaeus froeschneri Brailovsky, H., 1978 c g
- Lygaeus gracilentus Forster *, 1891 c g
- Lygaeus gratiosus Forster *, 1891 c g
- Lygaeus hanseni Jakovlev, B.E., 1883 c g
- Lygaeus hastatus Fabricius, 1803 g
- Lygaeus heeri Slater, J.A., 1964 c g
- Lygaeus inaequalis Walker, F., 1872 c g
- Lygaeus kalmii Stal, 1874 i c g b
- Lygaeus leucospilus Walker, F., 1870 c g
- Lygaeus longiusculus Walker, F., 1872 c g
- Lygaeus lugubris Montrouzier, 1855 c g
- Lygaeus melanostolus (Kiritshenko, A.N., 1928) c g
- Lygaeus multiguttatus Herrich-Schaeffer, G.H.W., 1850 c g
- Lygaeus murinus (Kiritshenko, A.N., 1913) c g
- Lygaeus negus Distant, W.L., 1918 c g
- Lygaeus nugatoria Kelso, 1937 i g
- Lygaeus obscurellus Théobald, 1937 c g
- Lygaeus obsolescens Scudder, S.H., 1890 c g
- Lygaeus oppositus Brailovsky, H., 1978 c g
- Lygaeus oreophilus (Kiritshenko, A.N., 1931) c g
- Lygaeus pallipes Wolff, 1804 c g
- Lygaeus peruvianus Brailovsky, H., 1978 c g
- Lygaeus pubicornis Fabricius, J.C., 1775 c g
- Lygaeus reclivatus Say, 1825 i c g b
- Lygaeus scabrosus Fabricius, J.C., 1775 c g
- Lygaeus sexpustulatus (Fabricius, J.C., 1775) c g
- Lygaeus signatus Costa, A., 1862 c g
- Lygaeus simlus Distant, W.L., 1909 c g
- Lygaeus simulans Deckert, 1985 c g
- Lygaeus sinensis Reuter, O.M., 1888 c g
- Lygaeus sipolisi Fallou, 1891 c g
- Lygaeus sjostedti (Lindberg, H., 1934) c g
- Lygaeus slateri Gorski, L.J., 1968 c g
- Lygaeus stabilitus Scudder, S.H., 1890 c g
- Lygaeus taitensis Guerin, F.E., 1838 c g
- Lygaeus teraphoides Jakovlev, B.E., 1890 c g
- Lygaeus tinctus Heer, 1853 c g
- Lygaeus tristriatus Herrich-Schaeffer, G.H.W., 1850 c g
- Lygaeus truculentus Stål, 1862 i c g
- Lygaeus trux Stål, 1862 i c g
- Lygaeus turcicus Fabricius, 1803 i c g b
- Lygaeus vaccaroi Mancini, C., 1954 c g
- Lygaeus vicarius Winkler & I.M. Kerzhner, 1977 c g
- Lygaeus wagleri c g
- Lygaeus wangi Zheng, L.Y. & H.G. Zou, 1992 c g
- Lygaeus wygodzinskyi Alayo, 1973 c g

Data sources: i = ITIS, c = Catalogue of Life,<ef name=catlife/> g = GBIF, b = Bugguide.net